# Rudolf Gelbard
Rudolf Gelbard (Viena, Austria; 4 de diciembre de 1930-ibídem, 24 de octubre de 2018) fue un político austriaco, sobreviviente del Holocausto.

## Vida
Rudolf Gelbard fue deportado con sus padres en 1942 al campo de concentración de Theresienstadt. Desde 1945 realizó diversos trabajos educativos sobre los crímenes nazis, como miembro de los Sozialdemokratische Freiheitskämpfer (militantes socialdemócratas por la libertad). Gelbard fue el encargado de asuntos culturales de la Israelitische Kultusgemeinde Wien (comunidad religiosa israelita de Viena). Por su trabajo acerca de la conmemoración del Holocausto, la República austriaca le otorgó el título de "Professor".
Desde 2008 el "Republikanischer Club – Neues Österreich" (Club republicano - Nueva Austria) otorga un premio llamado "Rudolf Gelbard Preis für Aufklärung gegen Faschismus und Antisemitismus" (Premio Rudolf Gelbard por divulgaciones contra el fascismo y el antisemitismo). El primer galardonado con ese premio fue Rudolf Gelbard.

## Condecoraciones
- "Joseph-Samuel-Bloch-Medaille"
- "Rudolf Gelbard Preis für Aufklärung gegen Faschismus und Antisemitismus"
- "Goldenes Verdienstzeichen des Landes Wien"

## Película documental
Der Mann auf dem Balkon. Rudolf Gelbard. KZ-Überlebender - Zeitzeuge - Homo Politicus. Película documental de Kurt Brazda (2008; ORF/3sat)

## Literatura
- Walter Kohl: Die dunklen Seiten des Planeten: Rudi Gelbard, der Kämpfer. Buchverlag Franz Steinmaßl, Grünbach 2008, ISBN 978-3-902427-56-4.